# Serie A playoff 2010-2011 (rugby a 15)
I play-off/play-out della serie A di rugby a 15 2010-11 si tennero dal 15 al 29 maggio 2011 e videro impegnate otto squadre provenienti dai campionati stagionali di serie A1 e serie A2.

## Squadre partecipanti

### Play-outsalvezza
1. Badia (11ª serie A1)
2. Amatori Milano (12ª Serie A1)
3. Roccia Rubano (9ª serie A2)
4. Gladiatori Sanniti (10ª serie A2)

### Play-offpromozione
1. Calvisano (1ª serie A1)
2. San Gregorio (2ª serie A1)
3. Firenze 1931 (3ª serie A1)
4. Reggio Emilia (1ª serie A2)

## Formula
Per quanto riguarda i play-off:
- la seconda e la terza classificata di serie A1 si incontrarono in gara doppia nella prima semifinale
- la vincitrice della serie A1 e quella di A2 si incontrarono nella seconda semifinale, sempre in gara doppia.
- le vincitrici delle due semifinali si incontrarono per il titolo di campione d'Italia di serie A e la promozione in Eccellenza[1].

Relativamente ai play-out:
- le squadre agli ultimi due posti di serie A1 dovettero spareggiare con la terzultima e quartultima della serie A2 per mantenere il posto in A2 ed evitare la retrocessione in serie B.

Le squadre agli ultimi due posti di serie A1 dovettero spareggiare con la terzultima e quartultima della serie A2 per mantenere come minimo il posto in tale serie per la stagione successiva ed evitare la retrocessione in serie B.
Le sconfitte da tali spareggi furono retrocesse in serie B, mentre le vincenti furono riassegnate (se provenienti dalla A1) o rimasero in serie A2.
In ogni accoppiamento la squadra con il ranking più alto incontrò quella con ranking più basso in doppia gara, con quella d'andata in casa di quest'ultima.

## Play-out
|  | Play-out           |                    |    |    |    |  |
|  |                    |                    |    |    |    |  |
|  | Roccia Rubano      | Roccia Rubano      | 37 | 31 | 68 |  |
|  | Amatori Milano     | Amatori Milano     | 10 | 14 | 24 |  |
|  | Badia              | Badia              | 14 | 38 | 52 |  |
|  | Gladiatori Sanniti | Gladiatori Sanniti | 26 | 10 | 36 |  |

### Incontri
| Arbitro: | Stefano Mancini (Frascati) |

|                                                                       |      |                         |
| Dal Corso 27’ Borsetto 42’ Menniti-Ippolito 54’ Caldon 74’ Bettin 80’ | mt   | 15’ Perini 38’ Baracchi |
| Menniti-Ippolito 7’, 13’, 48’, 62’                                    | c.p. |                         |

| Arbitro: | Stefano Pennè (Milano) |

|                                        |      |                         |
| Fragnito 35’ Racioppi 54’ Caporaso 79’ | mt   | 18’ Rosi 64’ Brancalion |
| Zullo 35’                              | tr   | 18’, 64’ Fratini        |
| Zullo 39’, 44’, 51’                    | c.p. |                         |

| Arbitro: | Claudio Castagnoli (Livorno) |

|                           |    |                                                      |
| Comizzoli 16’ tecnica 63’ | mt | 7’ Borsetto 59’, 65’ Bettin 78’ Ercolino 80+3’ Gaffo |
| Cenerini 16’ Soro 63’     | tr | 59’, 65’, 80+3’ Menniti-Ippolito                     |

| Arbitro: | Mauro Dordolo (Udine) |

|                                                                              |      |              |
| Guglielmo 7’ Fanchin 15’ Holgate 40+1’ Teodorini 64’ Flagiello 76’ Flagiello | mt   | 50’ Caporaso |
| Fratini 7’, 15’, 40+1’, 64’, 76’                                             | tr   | 50’ Zullo    |
| Fratini 72’                                                                  | c.p. | 39’ Zullo    |

## Play-off
|  | Semifinali | Semifinali    | Semifinali | Semifinali | Semifinali |  |  | Finale       | Finale       | Finale |  |
|  |            |               |            |            |            |  |  |              |              |        |  |
|  | 1A2        | Reggio Emilia | 9          | 20         | 29         |  |  |              |              |        |  |
|  | 1A1        | Calvisano     | 35         | 20         | 55         |  |  | Calvisano    | Calvisano    | 19     |  |
|  | 3A1        | San Gregorio  | 21         | 19         | 40         |  |  | Firenze 1931 | Firenze 1931 | 0      |  |
|  | 2A1        | Firenze 1931  | 20         | 20         | 40         |  |  |              |              |        |  |

### Semifinali
| Arbitro: | Carlo Damasco (Napoli) |

|                      |      |                                                    |
|                      | mt   | 43’ Robuschi 63’ Kidd 70’ Palazzani 78’ Costantini |
|                      | tr   | 43’, 63’, 70’ Griffen                              |
| Odiete 19’, 40’, 50’ | c.p. | 14’, 22’ Griffen                                   |

| Arbitro: | Alan Falzone (Padova) |

|                         |      |                            |
| Filippini 52’ Cagna 64’ | mt   | 56’ Doria 77’ Pucciariello |
| Wynne 52’, 64’          | tr   | 56’ Pucciariello           |
| Wynne 19’, 75’          | c.p. | 16’, 37’, 81’ Pucciariello |

| Arbitro: | Stefano Roscini (Milano) |

|                           |      |                           |
| Phillips 28’ B. Smith 42’ | mt   | 71’ Delendati 76’ Carbone |
| Griffen 28’, 42’          | tr   | 71’, 76’ Odiete           |
| Griffen 2’, 23’           | c.p. | 6’, 30’ Odiete            |

| Arbitro: | Stefano Marrama (Padova) |

|                                |      |                                   |
| Montanelli 36’                 | mt   | 40’ Falleri 48’ Santi 73’ tecnica |
| Pucciariello 36’               | tr   | 73’ Wynne                         |
| Pucciariello 8’, 11’, 31’, 53’ | c.p. | 14’ Wynne                         |

### Finale
| Arbitro: | Alan Falzone (Padova) |

|                       |      |  |
| Costantini 80’        | mt   |  |
| Griffen 80’           | tr   |  |
| Griffen 28’, 38’, 59’ | c.p. |  |
| Palazzani 52’         | drop |  |

## Verdetti
- Calvisano: Campione d'Italia Serie A, promossa in Eccellenza 2011-12
- Badia: riassegnata alla serie A2 2011-12 dopo spareggio
- Amatori Milano e Gladiatori Sanniti: retrocesse in serie B 2011-12 dopo spareggio